# Rodger Bumpass
Rodger Albert Bumpass (Little Rock (Arkansas), 20 november 1951) is een Amerikaans komiek en acteur. Hij is het meest bekend van de stem van Octo Tentakel, Gill Gilliam, en de ansjovissen in de animatieserie SpongeBob SquarePants.